# Dayna Edwards

a Compétitions nationales et continentales officielles uniquement.

Dernière mise à jour le 18 mars 2024.
Dayna Edwards, né le 14 mars 1985, est un joueur australien de rugby à XV d'origine néo-zélandaise évoluant au poste de pilier. Il joue au sein du FC Grenoble de 2010 à 2018.

## Biographie
Dayna Edwards évolue dans le Super 14 avec les Queensland Reds de 2007 à 2010. Il part ensuite en France où il s'engage avec le FC Grenoble.

## Palmarès
- Champion de France de Pro D2 en 2012 avec le FC Grenoble